# Космос-2422
Ко́смос-2422 — российский военный спутник серии космических аппаратов «Космос» типа УС-К «Око», разработанный в НПО имени С. А. Лавочкина и запущенный для наращивания российской орбитальной группировки космических аппаратов для обеспечения систем раннего предупреждения о ракетном нападении (СПРН).
В ночь на 23 ноября 2019 года аппарат «Космос-2422» сведён с орбиты и сгорел в атмосфере над Тихим океаном.

## История запуска
1 июля 2006 года начальник службы информации и общественных связей Космических войск (КВ) Российской Федерации (РФ) Алексей Кузнецов анонсировал два пуска РН «Молния-М» с космодрома «Плесецк».
20 июля МИД России опубликовал информацию с уточнением плана запусков с космодрома «Плесецк» на июль 2006 года. Согласно заявлению планировалось 21 июля провести запуск космического аппарата на высокоэллиптическую орбиту с наклонением 60-65°.
Запуск 21 июля стал первым, после аварии, реальным испытанием запуска нового ракета-носителя «Молния-М». Предыдущий пуск произведен 21 июня 2005 года и на 291-й секунде полёта, из-за разрушения двигательной установки второй ступени, ракета-носитель «Молния-3К» № 12 упала в штатных районах падения на территории Тюменской области.
После аварии, на основании работы межведомственной аварийной комиссии, был выработан ряд технических требований, среди которых основными были решения о введении дополнительного производственного контроля и обязательном проведении фотодокументирования всех основных операций производства ракета-носителя. Кроме того, с помощью математического моделирования, были выявлены и, впоследствии доработаны, недостатки приборов систем управления по части уменьшения форсирования двигателя центральной тяги, а также существенно изменён объём заправки окислителем боковых и центральных блоков.

## Запуск
21 июля 2006 года в 04:20:03 UTC со 2-й пусковой установки 16-й стартовой площадки 1-го Государственного испытательного космодрома «Плесецк» боевыми расчётами Космических войск Российской Федерации был проведен пуск ракеты-носителя Молния-М (индекс — 8К78М) с космическим аппаратом военного назначения «Космос-2422». Целью запуска аппарата было наращивание российской орбитальной группировки систем раннего ракетного предупреждения.
Старт доработанной «Молнии-М» проведен в точно назначенное время. Запуском руководил начальник космодрома «Плесецк» генерал-лейтенант Анатолий Башлаков, общее руководство осуществлял командующий Космическими войсками РФ генерал-полковник Владимир Поповкин.
В 05:16:25 UTC спутник был выведен на высокоэллиптическую орбиту (ВЭО), с помощью разгонного блока «2БЛ».

## Особенности конструкции
«Космос-2422» принадлежит к классу космических спутников военного назначения и используется в рамках систем раннего предупреждения о ракетном нападении. Данный космический аппарат разработан на базе платформы УС-КС «Око», выпускаемой в НПО имени С. А. Лавочкина.
Космические аппараты УС-КС «Око» состоит из трёх основных блоков:
- двигательная установка — состоит из четырёх ЖРД коррекции и 16-ти двигателей ориентации и стабилизации;
- приборный отсек;
- оптический отсек — состоит из телескопа c диаметром главного зеркала 500 мм[9].

Вся аппаратура размещена в герметичном цилиндрическом корпусе диаметром 1,7 м и длиной 2 м. Стартовая масса — 2400 кг, сухая масса — 1250 кг.

### Предназначение
Космические аппараты серии «Око» позволяют вести наблюдение за пуском МБР на апогейном участке орбиты более 6-ти часов за 12-и часовой виток. Во время пуска МБР, телескопы спутников регистрируют в инфракрасном диапазоне на фоне космического пространства факел работающих двигателей.
Информация с КА в режиме реального времени ретранслируется на приёмную станцию слежения космического эшелона СПРН, расположенного в районе города Серпухова.

## Статьи
- Журавин Ю. В полёте — «Космос-2422» (недоступная ссылка — история) // Новости космонавтики. — ФГУП ЦНИИмаш, 2006. — Т. 16, вып. сентябрь, № 9/284. — С. 41—43. — ISSN 1561-1078.
- Афанасьев И. Установлены причины аварии «Молнии-М» (недоступная ссылка — история) // Новости космонавтики. — ФГУП ЦНИИмаш, 2005. — Т. 15, вып. сентябрь, № 9/272. — С. 41—43. — ISSN 1561-1078.
- Pavel Podvig. History and the Current Status of the Russian Early-Warning System (англ.) // Science and Global Security : pdf.. — 2002. — No. 10. — P. 21—60. — doi:10.1080/08929880290008395. Архивировано 15 марта 2012 года.